# Corvinuskirche (Hannover)

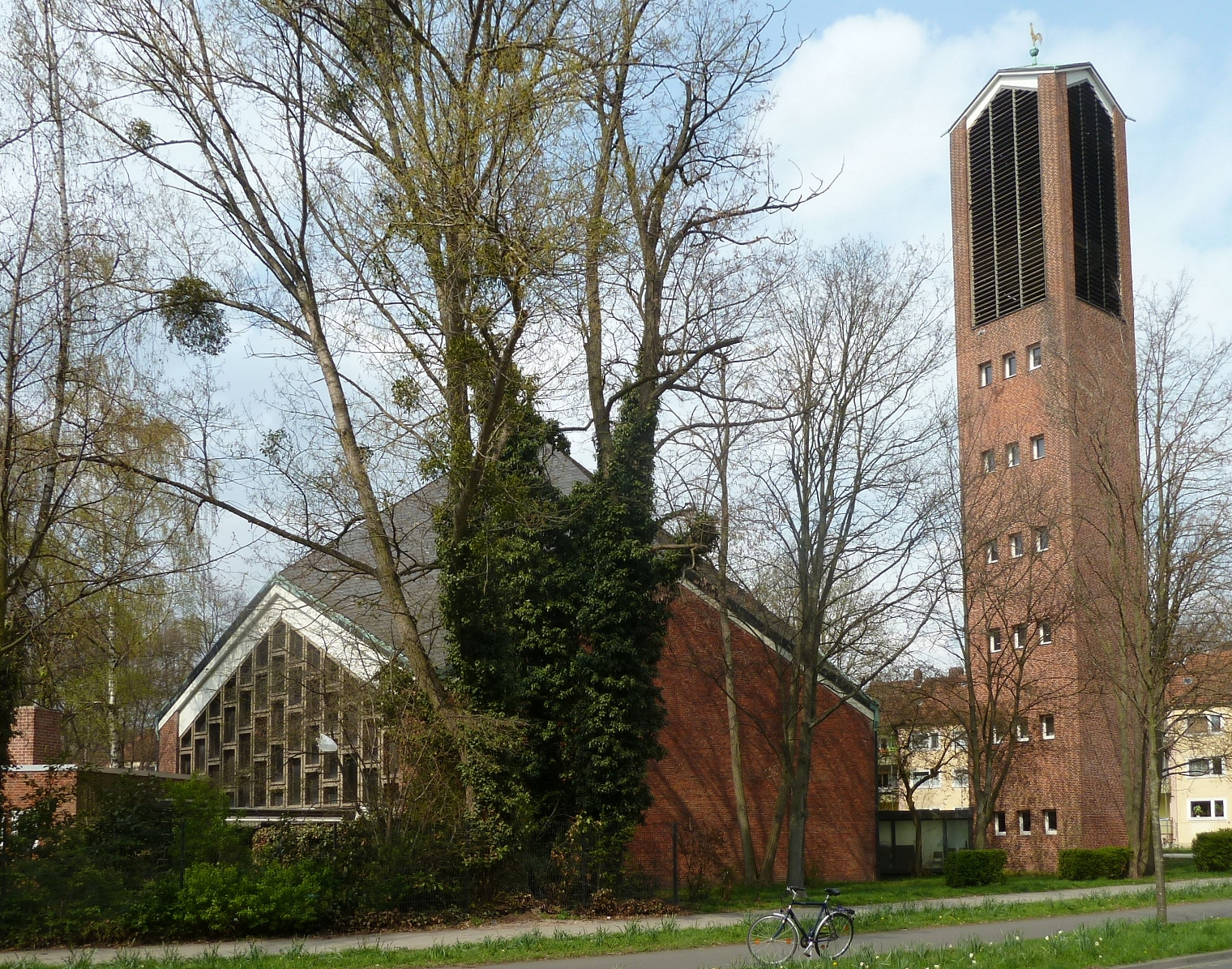
Corvinuskirche, 2012

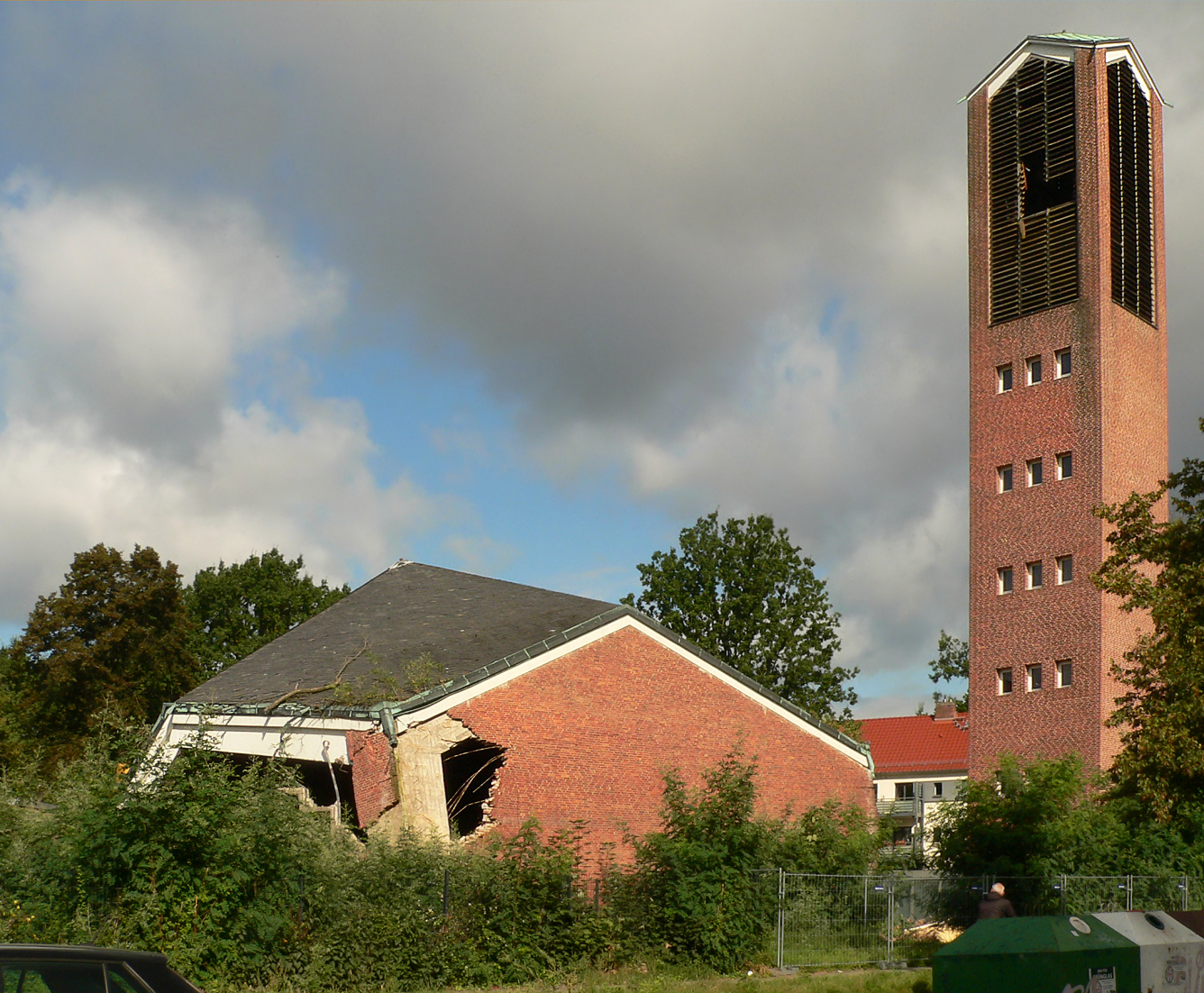
Die Kirche während des Abrisses, 2021

Die Corvinuskirche in Hannover-Stöcken war eine in den letzten zehn Jahren ihres Bestehens unter Denkmalschutz stehende evangelisch-lutherische Kirche. Der nach Anton Corvinus benannte Bau wurde in den Jahren 1960 bis 1962 nach Plänen des hannoverschen Architekten Roderich Schröder errichtet, 2012 entwidmet und 2021 abgerissen. Der Zentralbau hatte den Grundriss eines regelmäßigen Fünfecks. Er wurde flankiert von einem frei stehenden Glockenturm mit einer Höhe von 37,5 Metern. Die Gebäudeform erinnerte an ein Zelt und spielte damit auf das wandernde Gottesvolk in der Wüste an.

## Beschreibung
Die Corvinuskirche befand sich in exponierter Position auf dem Eckgrundstück Moorhoffstraße/Hogrefestraße in Hannover-Stöcken. In der Geometrie des Baukörpers waren die Achsen des zeltartigen Kirchendaches um 36 Grad zum Grundriss gedreht. So fluchteten die fünf Firstkanten auf die Mitten der Außenwände und bildeten im Schnitt mit den Wandflächen Giebeldreiecke aus. Die rautenförmigen Dachflächen wurden zu den Gebäudekanten abgeschleppt und in den wechselnden Ansichten bildete sich ein lebhaftes Auf und Ab der Traufkanten. Zwei der fünf Raumseiten waren großflächig bis zur Traufkante geöffnet und belichteten den Innenraum durch Fenster aus farblosem Industriedrahtglas, das in getrepptes Betonmaßwerk gefasst war. Die Materialien – Sichtbeton für die Tragkonstruktion, Ziegelmauerwerk für die Ausfachung und dunkler Naturschiefer für die Dachdeckung – unterstrichen ihre jeweilige Funktion und verbanden moderne mit traditionellen Baustoffen. Auf Dekor, Verkleidungen und Farbigkeit wurde völlig verzichtet – der Baukörper wirkte durch die offenliegende Geometrie des Tragwerks, die auch im Inneren bis in die Dachspitze sichtbar war.
Der Glockenturm auf quadratischem Grundriss nahm mit gedrehtem Kegeldach das Gestaltungsprinzip des Kirchendachs auf. Die für vier Glocken ausgelegte Glockenstube trug drei Glocken, die bereits 1949 geweiht, zuerst noch in einem provisorischen Glockenturm direkt an der Moorhoffstraße untergebracht waren. Turm und Sakristei waren über Verbindungsgänge an den Kirchenraum angeschlossen.

## Ausstattung

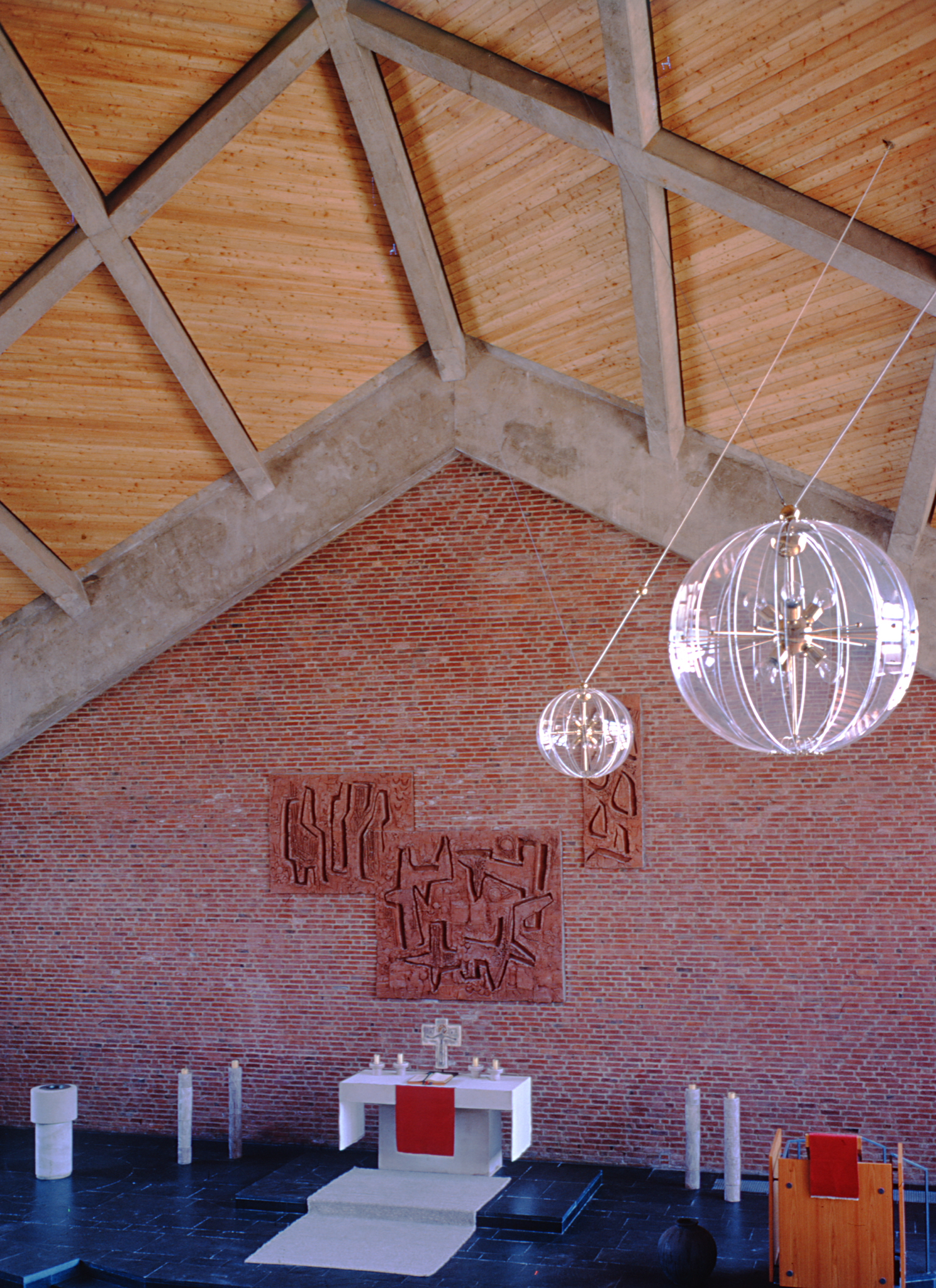
Blick von der Empore auf die Altarwand mit den ursprünglichen Kugel-Leuchtkörpern, die 1997 durch moderne Industrieleuchten ersetzt wurden, 1964

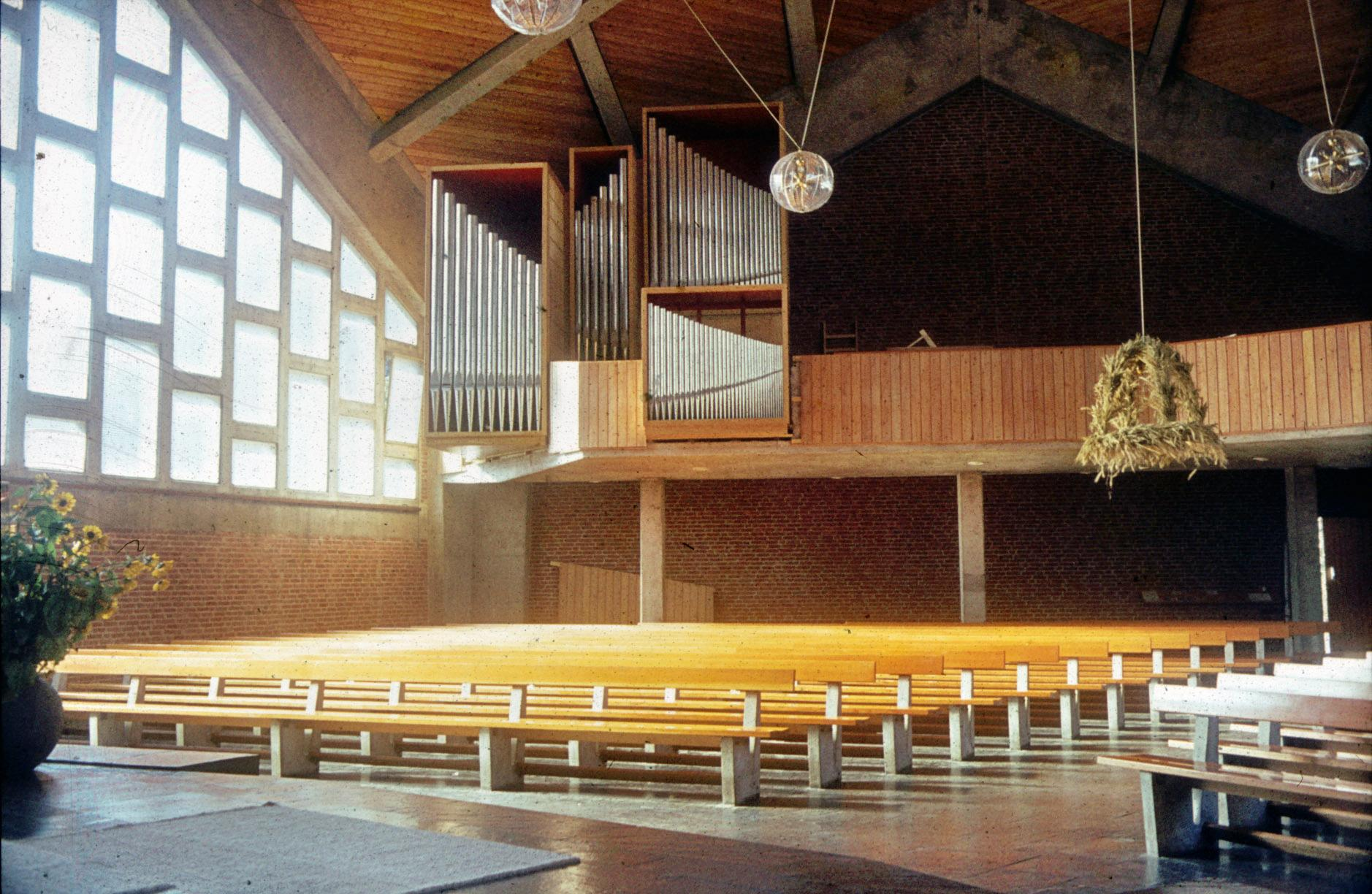
Innenraum mit Orgelprospekt, 1964

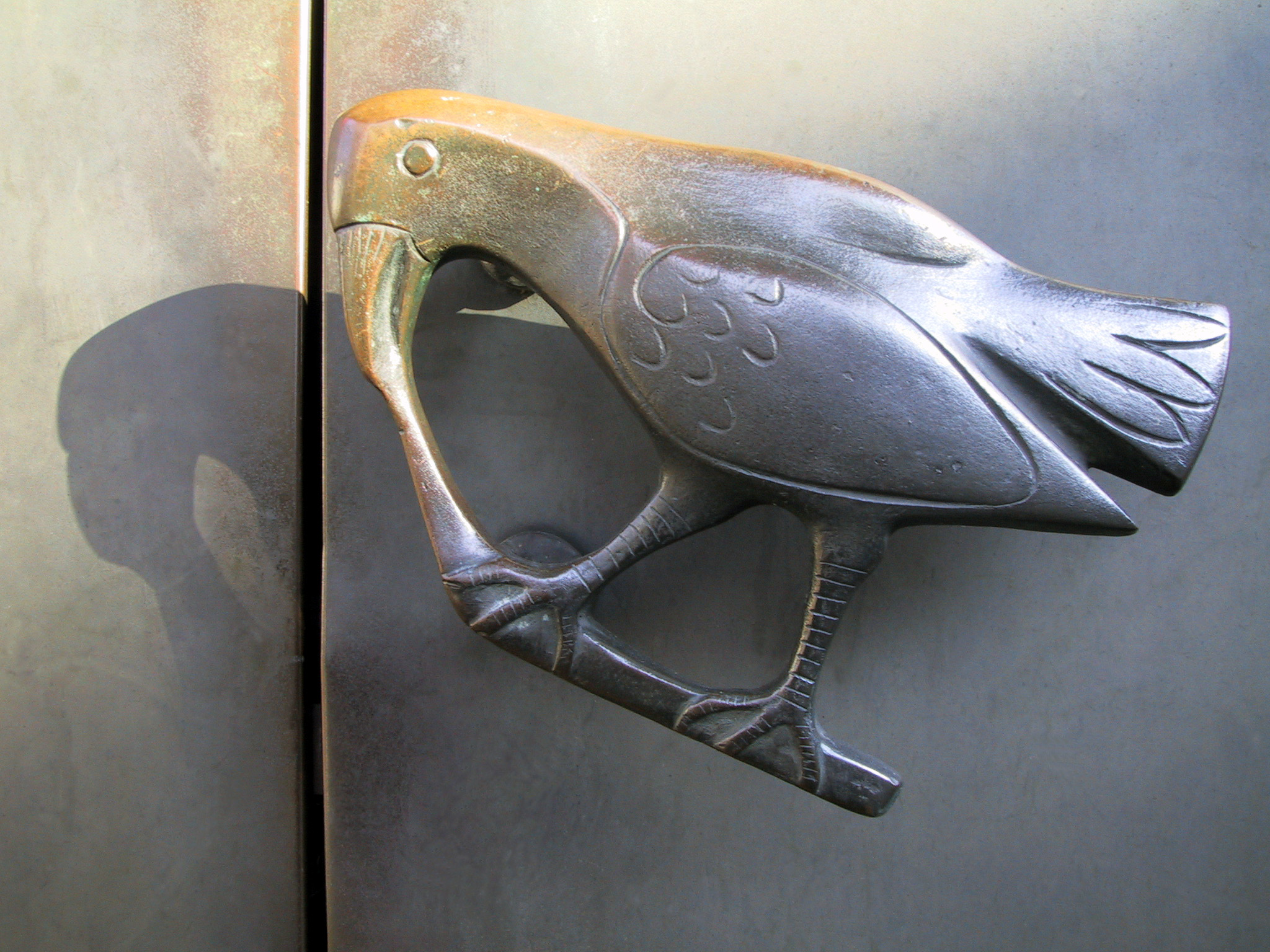
Türgriff in Gestalt eines Raben

Auch im Inneren dominierten die außen verwendeten Materialien, ergänzt durch helles naturbelassenes Holz in den Deckenkassetten und der Emporenbrüstung. Die Kirchenbänke mit Holzauflagen auf Betonwangen boten Platz für 350 Personen. Die Ausrichtung der beiden durch einen Mittelgang getrennten Bankfelder war dem Winkel der hinteren Wände folgend einander zugewandt und bezog sich auf den Altar. Sie betonte damit die Zusammengehörigkeit der Gemeinde ebenso wie die Hinwendung zum Zentrum des Gottesdienstes.
Die geschlossene Altarwand bildete einen ruhigen Hintergrund für den hellen Sandsteinaltar, der links vom Taufbecken gleichen Materials und rechts von einem schlichten Kanzelpult flankiert wurde. Die gesamte Ausstattung ist nach Detailzeichnungen des Architekten ausgeführt worden. In das Ziegelmauerwerk der Altarwand gleichfarbig eingelassen stellte ein dreiteiliges Ziegeltonrelief des Stuttgarter Bildhauers Elmar Lindner die Heilige Dreifaltigkeit dar. Boden und Altarraumpodest aus dunklen Schieferplatten nahmen das Material der Dacheindeckung wieder auf. Im Fußraum der Bänke wurde schwarzer Asphalt vergossen, darunter befanden sich die Warmluftkanäle der Heizung.
Die Empore befand sich vor den beiden geschlossenen Rückwänden des Kirchenraums und ließ die Fensterflächen vollständig frei. Sie stützte sich auf schlanke Betonstützen, die so weit zurückgesetzt waren, dass keine Sichtbehinderung eintrat. Erschlossen wurde die Empore durch eine an filigranen Stahlstäben abgehängte Holzstufentreppe. Der Orgelprospekt, in die Brüstung der Empore eingeklinkt, nahm die Deckenneigung in der südwestlichen Ecke des Kirchenschiffs auf. Aus einem zunächst mittelachsigen Entwurf entstand in mehreren Schritten die endgültige linksbündige Staffelung. Erbauer der Orgel ist Detlef Kleuker, Brackwede. Sie wurde am 1. November 1964 geweiht und im April 1967 mit 2 Manualen und 25 Registern fertiggestellt. Die Zeichnungen zum Dachkreuz und Turmhahn stammen vom Architekten, den Bronzegriff am Eingangsportal in Gestalt eines Raben (lat.: Corvinus) entwarf die Hannoversche Bildhauerin Ingeborg Steinohrt.

## Entwurfsgeschichte
Die Vorplanungen für ein neues Gemeindezentrum mit Kirche begannen in den frühen 1950er Jahren. Bis dahin diente das nach Kriegsbeschädigungen wieder hergestellte Gemeindehaus, 1926 von Paul Brandes entworfen, mit seinem Gemeindesaal als Notkirche. Im Oktober 1953 legte Roderich Schröder einen noch sehr traditionellen, formal eng an die vorhandene Bausubstanz angelehnten Entwurf mit steilen Satteldächern vor: Entstehen sollte im ersten Bauabschnitt eine Hofsituation, umschlossen im Westen vom vorhandenen Gemeindehaus, im Norden vom Kindergarten, im Osten von einem mehrgeschossigen Feierabendhaus und zweiter Pastorenwohnung, nach Süden sollte im zweiten Bauabschnitt ein langschiffiger Kirchenneubau, mit Dachreiter gekrönt, abschließen.
1956 schrieb die Kirchengemeinde einen beschränkten Wettbewerb unter fünf Architekturbüros aus. Das Preisgericht entschied sich, auch nach dem Votum der Gemeindemitglieder, am 10. April 1956 insbesondere wegen des städtebaulich völlig neuen Konzeptes für den Entwurf von Roderich Schröder: In exponierter Position am spitzen Winkel Moorhoff-/Ecke Hogrefestraße platzierte er einen freistehenden Zentralbau auf dem Grundriss eines regelmäßigen Fünfecks. Der solitäre Glockenturm betont die Ecksituation. Der Kirchenneubau bildet mit dem nach Osten erweiterten Altbau des Gemeindehauses einen Kirchplatz, der sich einladend weit nach Norden öffnet.
Bedenken äußerte die Bauherrin bei der Innenraumplanung der Kirche. Das Taufbecken, der Altar und der Kanzelpult teilten sich einen relativ engen Platz in der östlichen Raumecke und wurden von hinten belichtet; die Empore schnitt die nördlichen und südlichen Fensterwände, vier Stützen standen in den Bankreihen. Die Raumdecke war abgehängt, weil das Fensterlicht nicht in die zentrale Deckenspitze hinaufreichen würde.

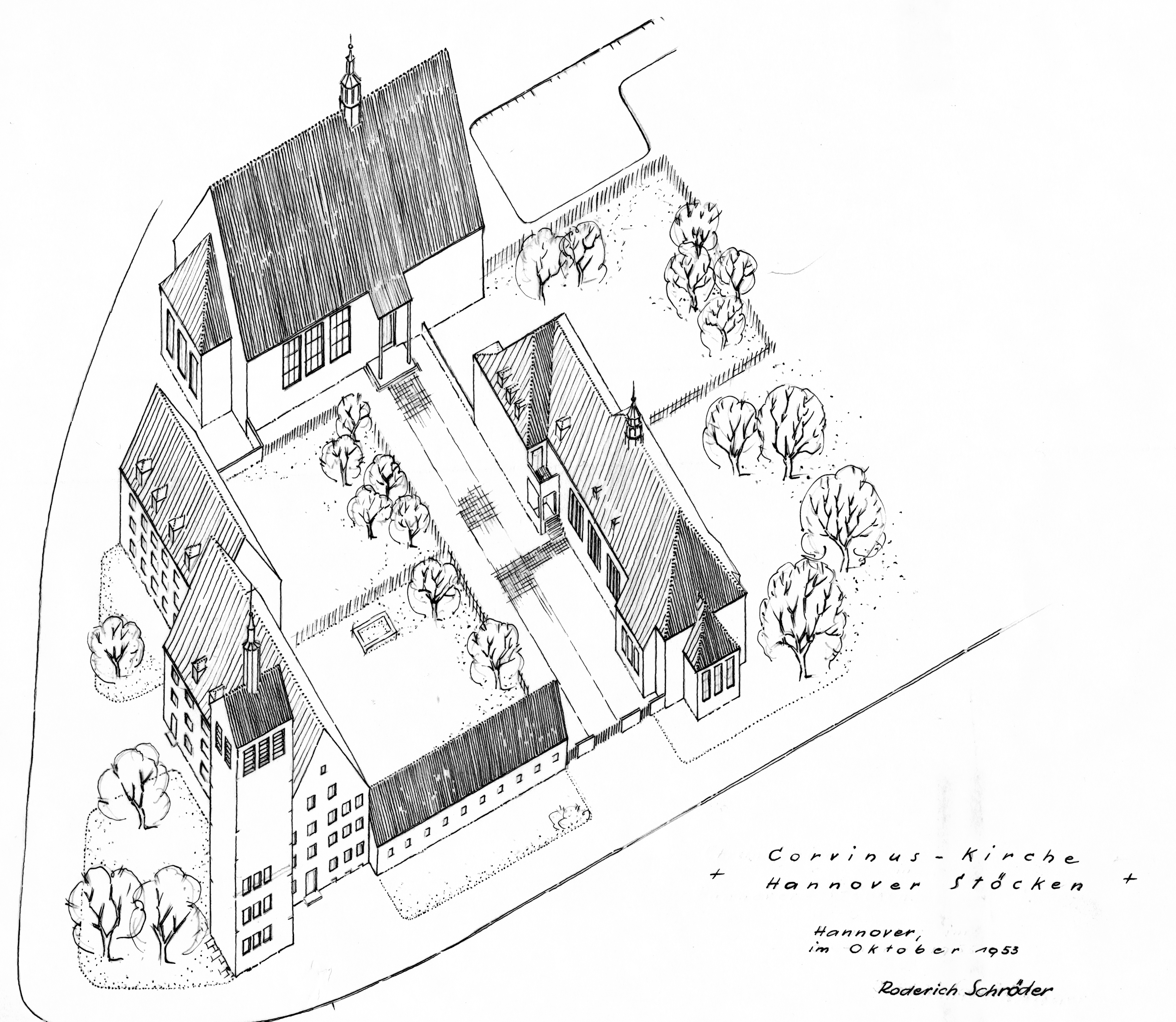
Isometrie Gemeindezentrum Corvinus, 1953 – erster, noch sehr traditioneller Entwurf.
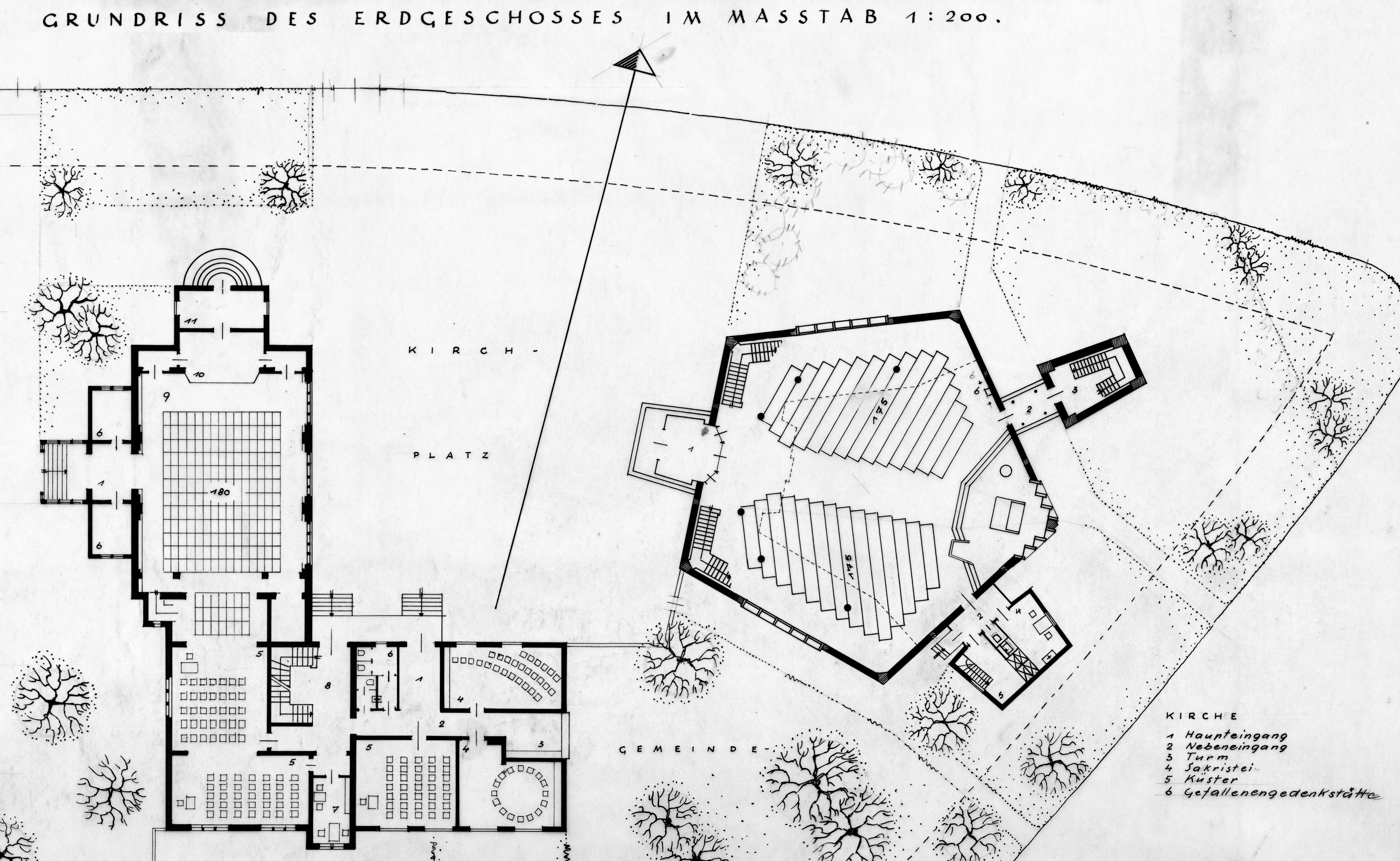
Wettbewerbsentwurf Grundriss, 1956 – Taufbecken, Altar und Kanzelpult noch beengt in der Raumecke.
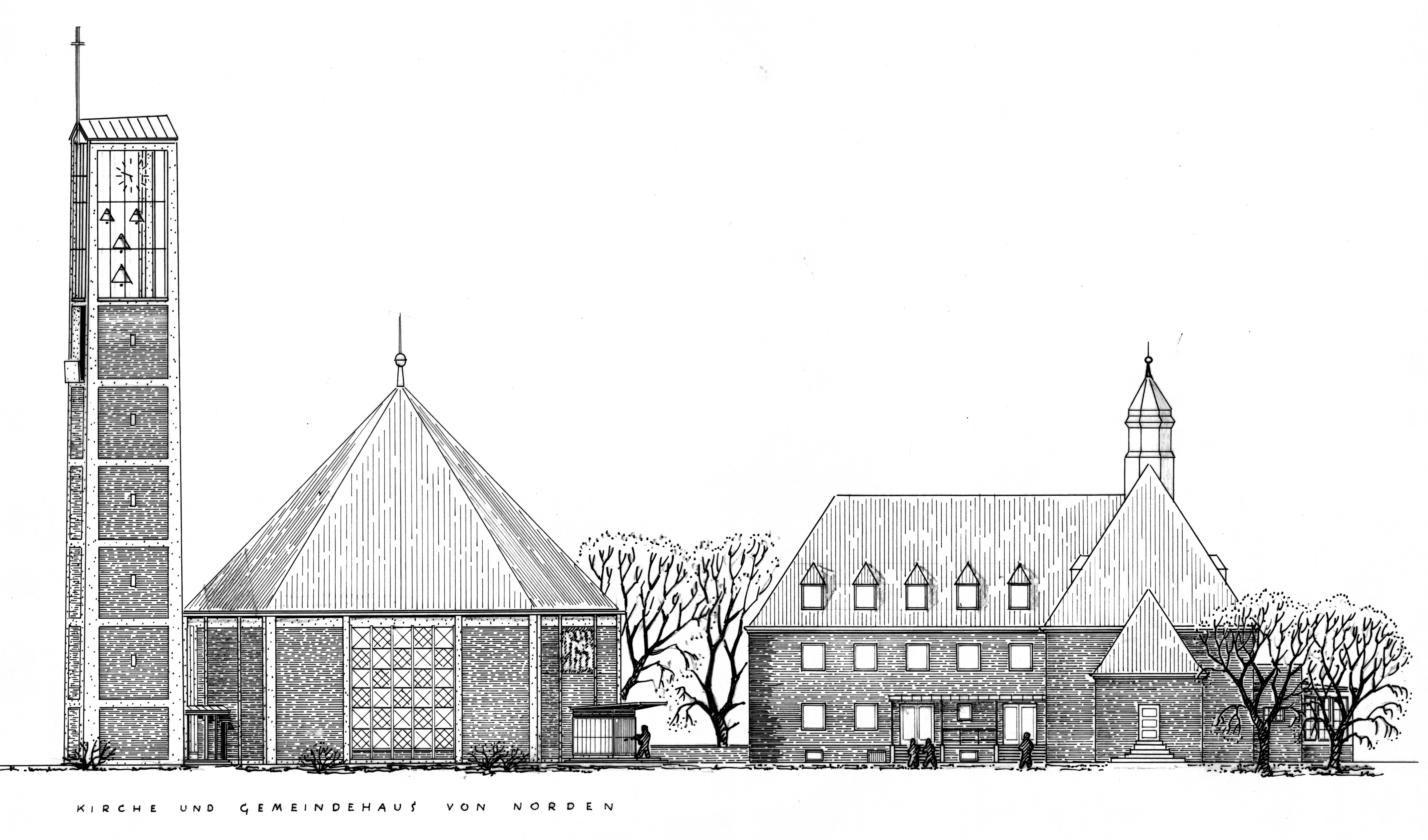
Entwurfszeichnung der Kirche mit dem bereits bestehenden Gemeindehaus, 1956
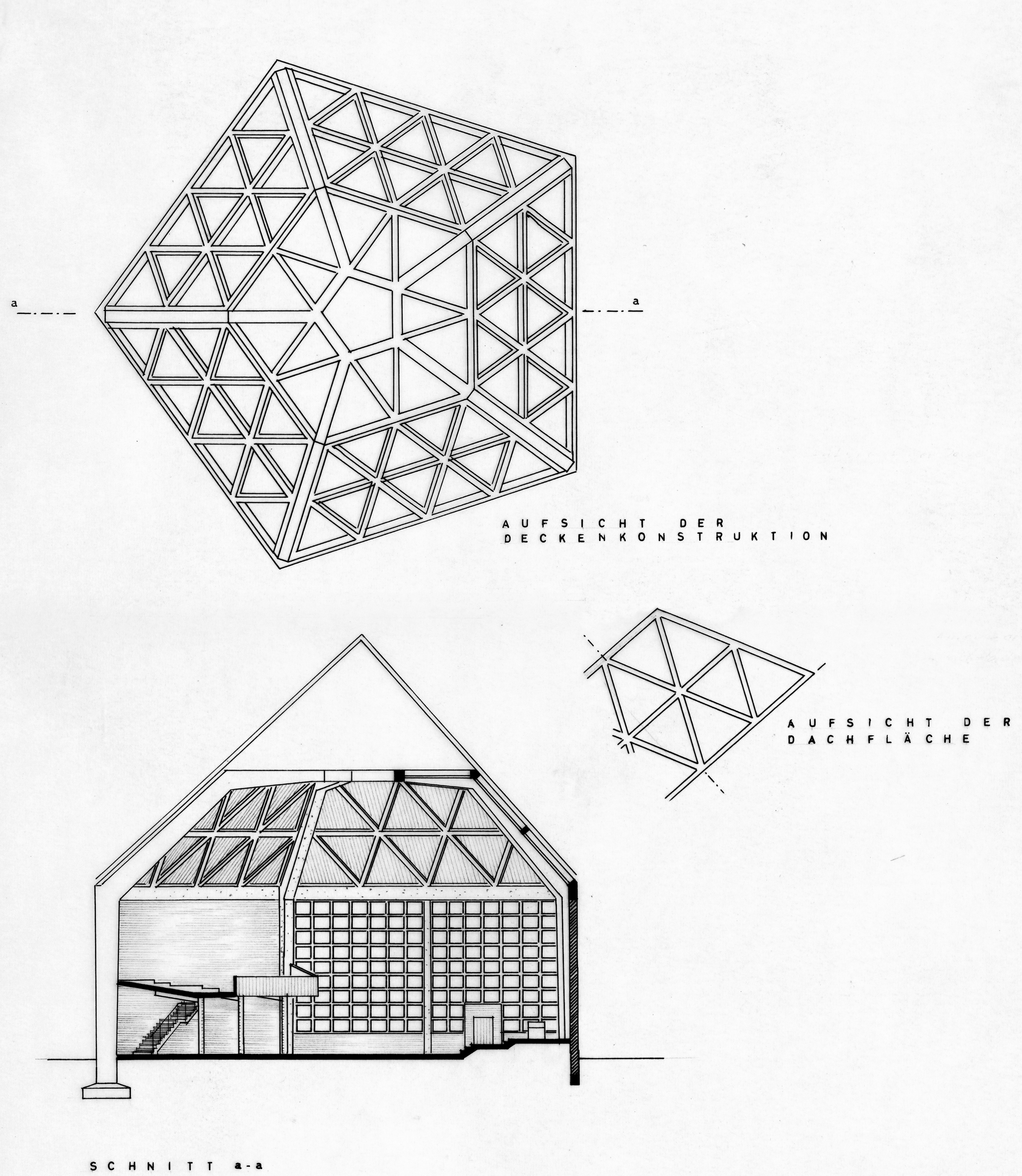
Deckenuntersicht und Schnitt, 1958 – Abgehängte Raumdecke, da das Licht nicht in die Deckenspitze reichen würde.
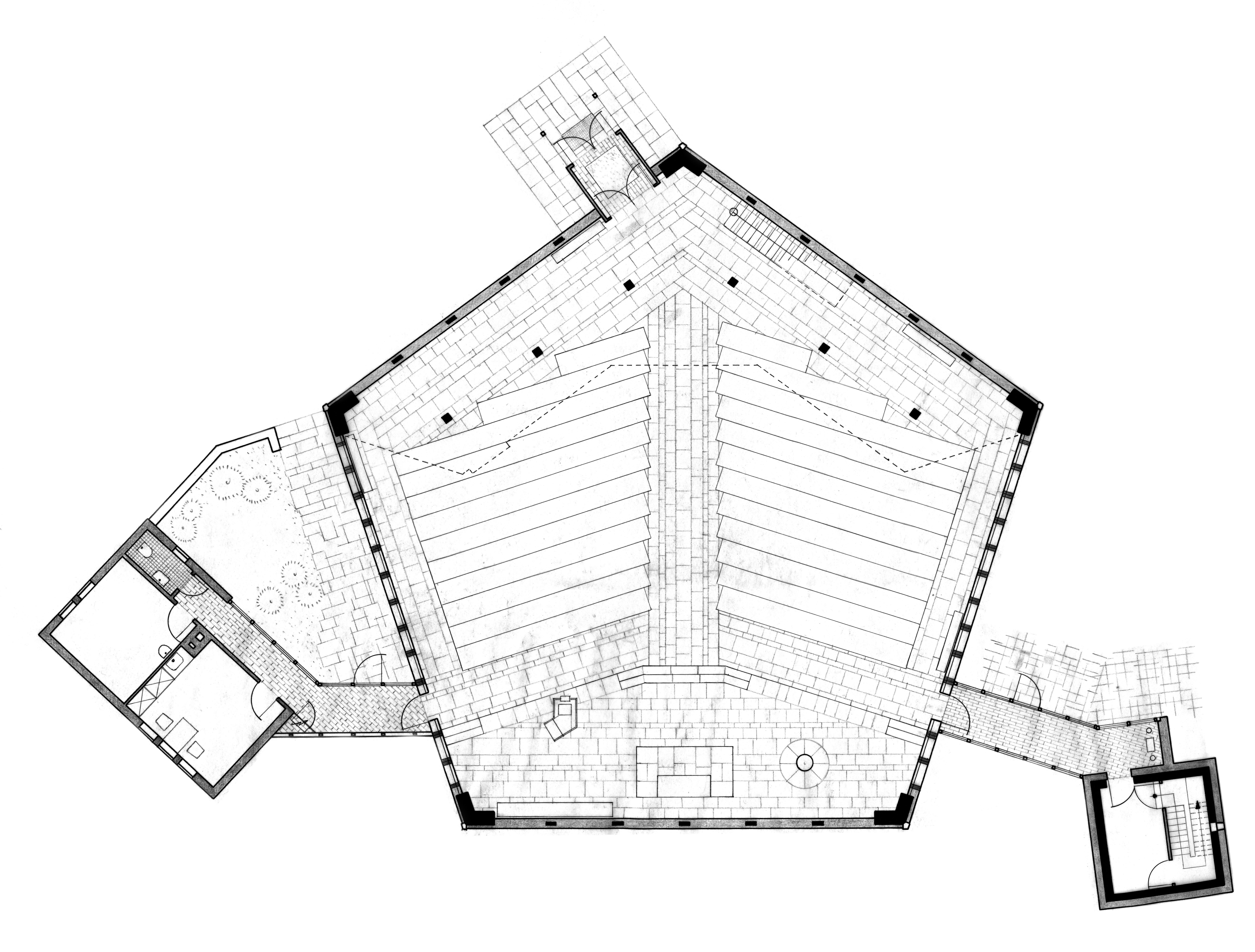
Grundriss, 1960 – Altar aus der Raumecke vor das Zentrum der Altarwand gerückt.
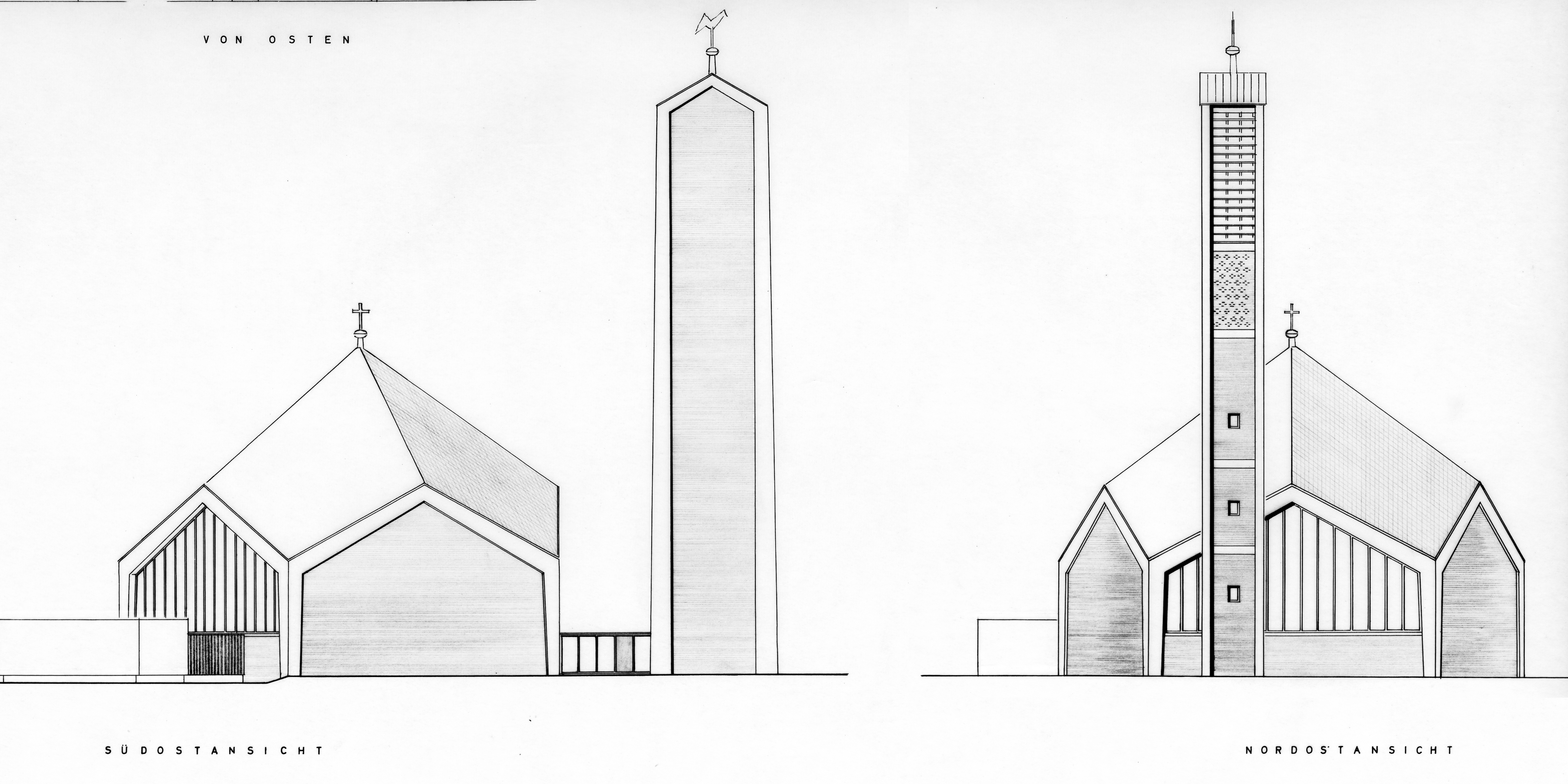
Ansichten, 1960 – Dach und Wände kristallin verschnitten.
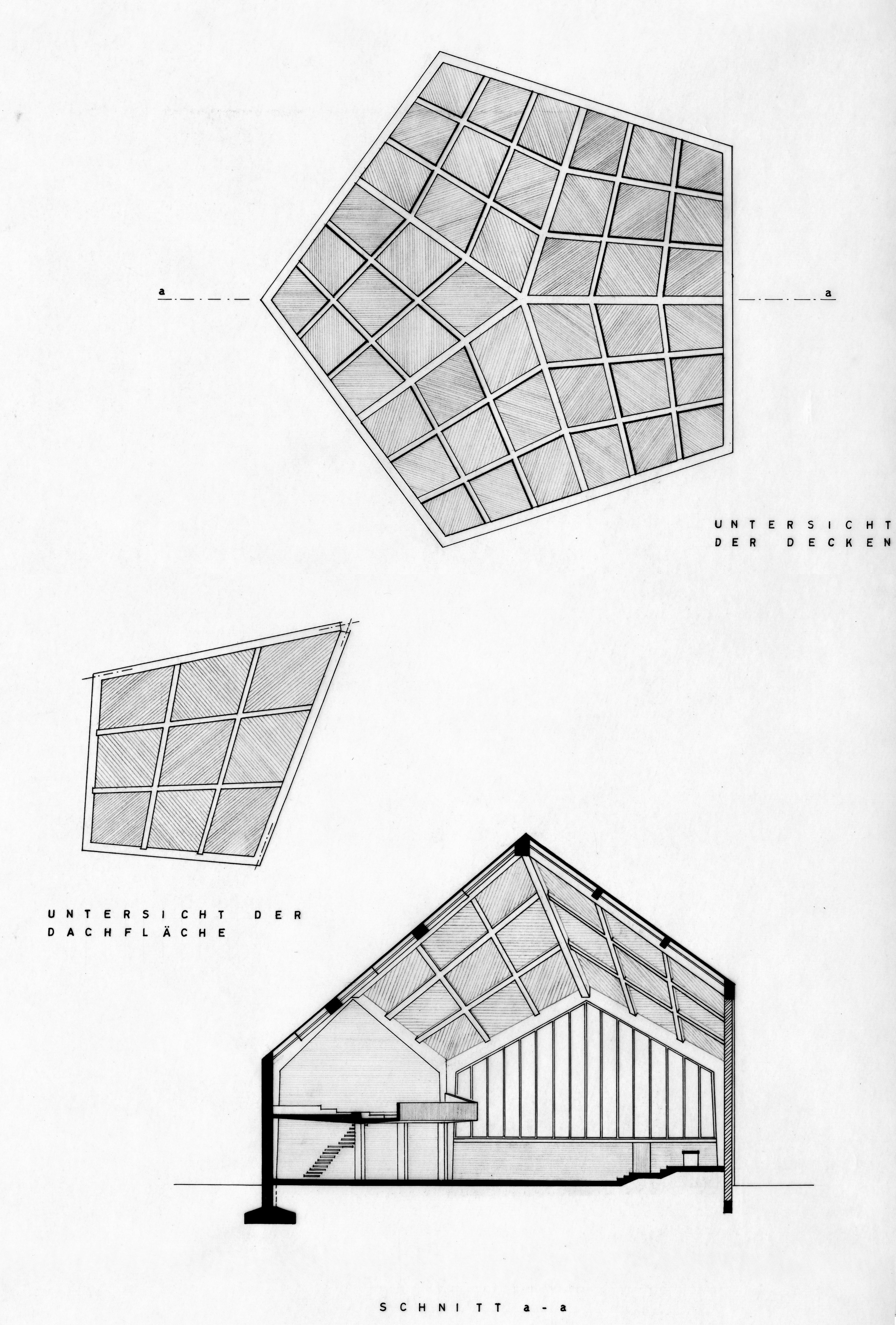
Deckenuntersicht und Schnitt, 1960 – Decke geöffnet und bis in die Spitze frei.

Die angesprochenen Punkte wurden in der Folge vom Architekten überarbeitet. Die Dachgeometrie wurde um 36 Grad zum Grundriss gedreht und erzeugt so den kristallinen Baukörper mit der bewegten Traufkante. Die Giebelflächen der Außenwände erlaubten es nun, die Fenster bis in die Giebelspitzen hinauf zu ziehen, die abgehängte Decke wurde geöffnet und gab den Blick bis in die Spitze frei. Durch Drehung der Innenachse rückte der Altar aus der Raumecke vor das Zentrum der geschlossenen Altarwand und gewann damit mehr Platz zwischen Taufbecken und Kanzel, außerdem wurde die verkürzte Empore vor den beiden rückwärtigen Wänden platziert und gab damit die Fensterflächen frei.
Dieser Entwurf wurde in den Jahren 1960 bis 1962 realisiert. Mit dem zweiten Bauabschnitt folgten bis 1966 der Umbau des bisher als Kirche genutzten Altbaus zu einem Gemeindehaus mit Erweiterung um zusätzliche Gemeinderäume und zwei Mietwohnungen und der Bau des Pfarrhauses.

## Gemeindegeschichte

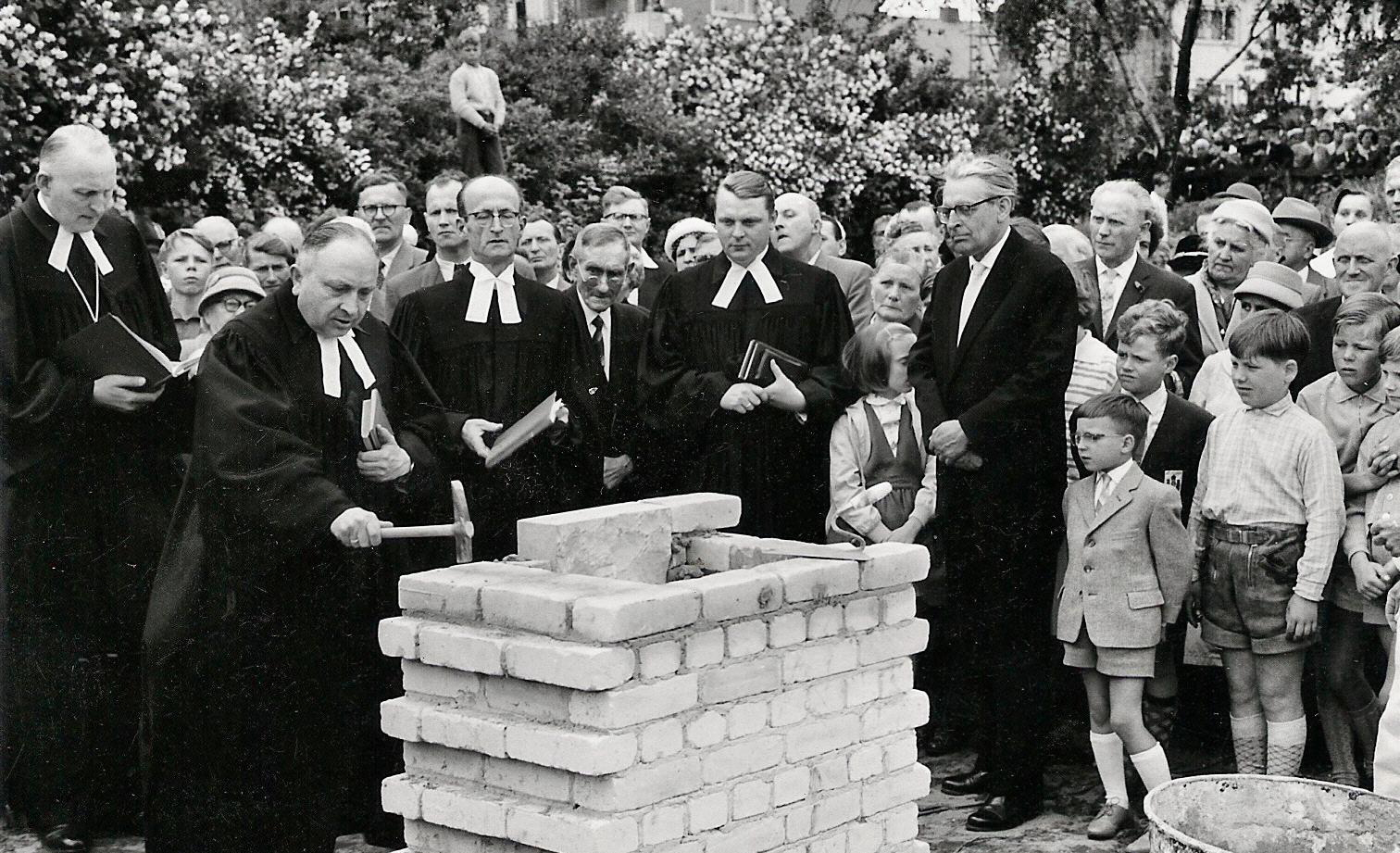
Grundsteinlegung, 1960

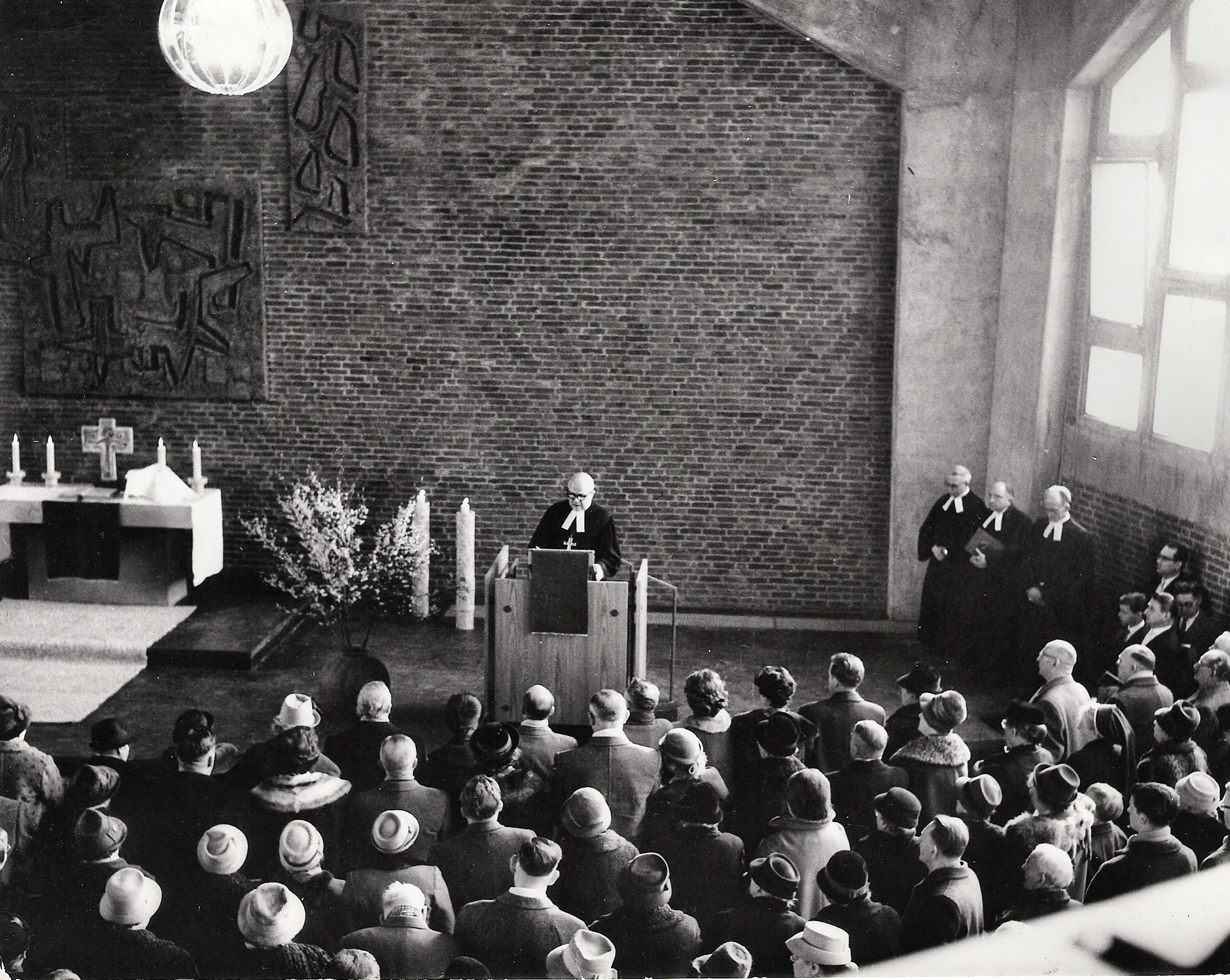
Einweihung, 1962

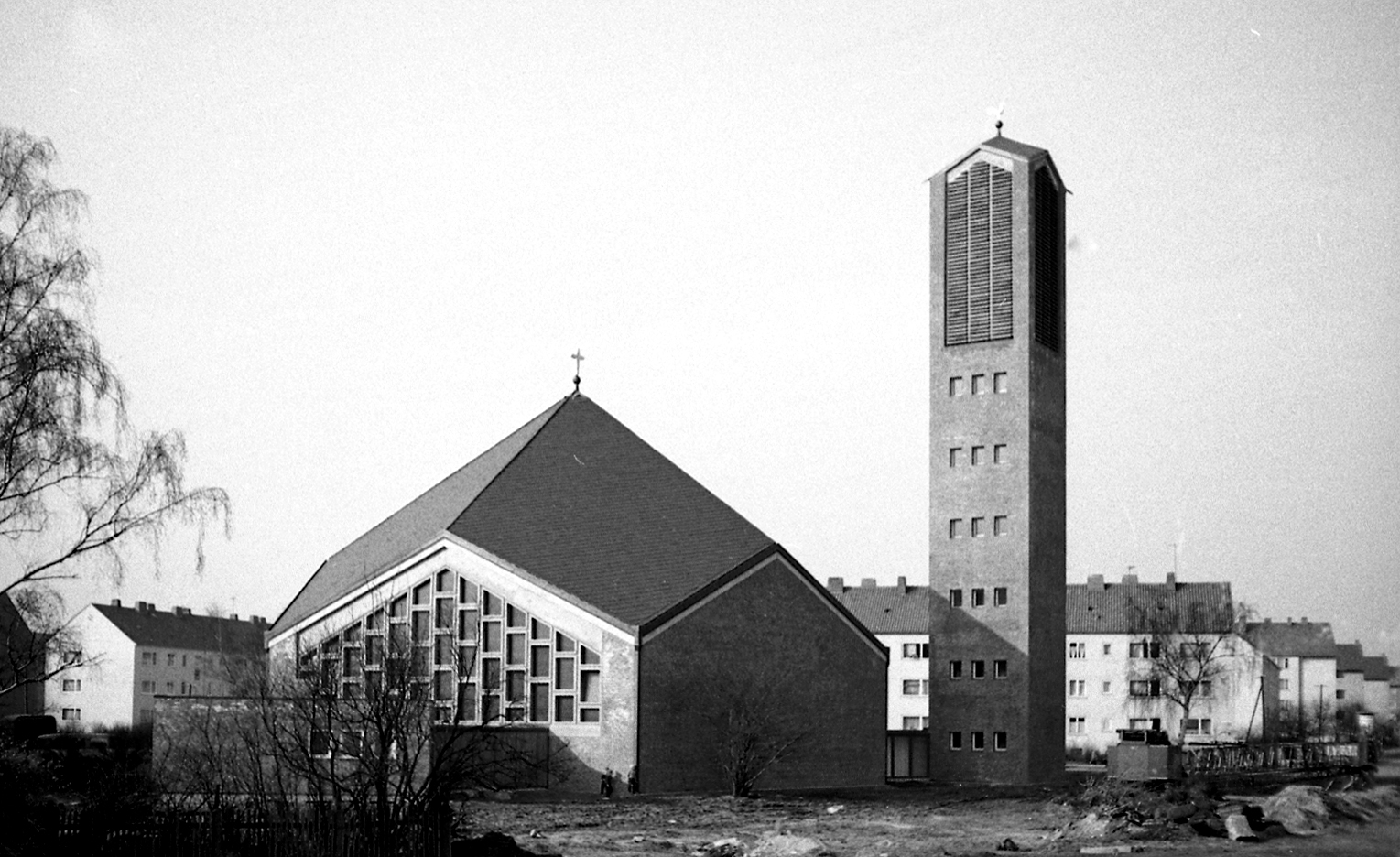
Blick von Süden auf die kurz zuvor fertiggestellte Corvinuskirche, 1962

Mit Verlegung der Pfarre von Marienwerder nach Stöcken begann im Jahre 1617 die kirchliche Betreuung des Stadtteils. 1837 wurde ein Pfarrhaus an der heutigen Alten Stöckener Straße erbaut. 1926 wurde auf Betreiben des Pastors Friedrich Wasmuth ein eigenes Gemeindezentrum errichtet. Es entstanden ein Gemeindesaal, der als „Notkirche“ genutzt wurde und zwei kleinere Räume für den Konfirmandenunterricht und andere Gemeindeveranstaltungen, die durch Flügeltüren mit dem großen Raum verbunden waren. Am 15. Dezember 1944 wurde das Gemeindehaus bei einem der Luftangriffe auf Hannover schwer zerstört.  Am 13. August 1946 begann der durch Pastor Schützer organisierte Wiederaufbau mit Hunderten von freiwilligen Helfern aus der Gemeinde. Ab Advent 1947 fand der Gottesdienst wieder im neu aufgebauten Kirchsaal statt. Zum 1. April 1949 wurde die Gemeinde selbständig; die drei Glocken wurden angeschafft und in einem Holzturm an der Moorhoffstraße untergebracht.
Bedingt durch die starke Industrialisierung des Stadtteiles und den umfangreichen Wohnungsbau reifte Ende der 1950er Jahre der Gedanke an den Bau einer neuen Kirche mit erweitertem Gemeindezentrum. Nach erfolgtem Wettbewerb fand am 19. Juni 1960 die Grundsteinlegung zum Bau der Kirche auf Grundlage der Planung des Architekten Roderich Schröder statt, der auch die Bauleitung übernahm. Die Kirchweihe erfolgte am 11. Februar 1962 durch Landesbischof Johannes Lilje. Das bislang als Kirche genutzte Gebäude wurde anschließend zum Gemeindehaus umgebaut, außerdem erfolgte noch die Errichtung eines Pfarrhauses.
Am 26. März 2006 fusionierte die Corvinusgemeinde mit der benachbarten Bodelschwinghgemeinde in Ledeburg. Angesichts sinkender Kirchensteuereinnahmen und steigender Bauunterhaltungs- und Energiekosten drängte die Landeskirche darauf, sich von einer der beiden Kirchen zu trennen. Zahlreiche Bemühungen, eines der Gebäude zu verkaufen blieben erfolglos. Darauf wurde beschlossen, die benachbarte katholische St. Christophoruskirche zu erwerben, zu sanieren, für die Erfordernisse der lutherischen Liturgie umzubauen und mit einem Glockenturm auszustatten. Der katholischen Gemeinde sollten Mitnutzungsrechte eingeräumt werden. Die erforderlichen Finanzmittel sollten durch den Verkauf der Grundstücke von Corvinuskirche und Bodelschwinghkirche im benachbarten
Stadtteil Ledeburg aufgebracht werden. Die entsprechenden Verhandlungen wurde 2014 ergebnislos beendet. Die Christophoruskirche wurde 2019 abgerissen.
Auf Betreiben der Landeskirche beschloss der Kirchenvorstand am 9. Dezember 2011 mehrheitlich die Corvinuskirche am Pfingstsonntag 2012 zu entwidmen, obwohl fast zwei Drittel der Gemeindemitglieder aus dem Bereich der ehemaligen Corvinusgemeinde kamen. Der Eintrag der Corvinuskirche in die Denkmalliste veranlasste den Kirchenvorstand nicht zum Überdenken dieser Planung, sondern zur Vorbereitung einer Klage gegen das Niedersächsische Landesamt für Denkmalpflege. Darauf legten drei Mitglieder des Kirchenvorstands im Januar 2012 ihr Amt nieder, gleichwohl hielt die Landeskirche am Beschluss zur Entwidmung fest. Zahlreiche Gemeindemitglieder veranstalteten am 8. April 2012 eine Mahnwache für den Erhalt des Baudenkmals als Gotteshaus. Seit ihrer Entwidmung war die Corvinuskirche geschlossen. Stattdessen wurde die Bodelschwinghkirche genutzt, bis auch diese 2021 entwidmet und 2023 abgerissen wurde. Am 29. Januar 2023 gaben die Gemeinden Ledeburg/Stöcken und Herrenhausen/Leinhausen in Gemeindeversammlungen bekannt, dass beide Gemeinden zum 1. Januar 2024 fusionieren werden.

## Denkmalschutz
Mit Bescheid vom 22. Dezember 2011 stufte das Niedersächsische Landesamt für Denkmalpflege die Corvinuskirche Hannover, deren Innenausstattung sowie den Glockenturm als schützenswertes Baudenkmal ein. Der Bescheid erfolgte in Abstimmung mit der Unteren Denkmalschutzbehörde der Landeshauptstadt Hannover. In der Begründung wurde darauf abgehoben, dass die architektonische Gestaltung des Ensembles bis auf den erneuerten Windfang vollständig im Originalzustand erhalten und von hervorragender Bausubstanz sei. Der Zentralbau auf regelmäßigem Fünfeck mit der gefalteten Dachform habe zu seiner Zeit Modellcharakter weit über die Region hinaus gehabt. In ihren über die traditionellen Bauformen hinauswachsenden Gestaltwerten zeige sich die künstlerische Bedeutung der Kirche. Der exponierten Lage auf dem Eckgrundstück mit dem freistehenden Glockenturm wurde eine damals neue städtebauliche Qualität zugemessen. Schließlich sei die Kirche mit ihrer gut dokumentierten Baugeschichte für die noch weitgehend unerschlossene Architekturgeschichte der Nachkriegszeit von wissenschaftlicher Bedeutung im Sinne des Niedersächsischen Denkmalschutzgesetzes.
Am 18. Januar 2012 reichte der Vorstand der Gemeinde Ledeburg-Stöcken beim Verwaltungsgericht Hannover Klage gegen den Bescheid des Denkmalamtes ein, weil er sich in den Bemühungen um einen Verkauf der Gebäude eingeschränkt sah. Im April 2012 wurde vom Amt für Bau- und Kunstpflege der Evangelisch-lutherische Landeskirche Hannovers eine umfangreiche Stellungnahme nachgereicht, die die künstlerische und bauhistorische Qualität des Ensembles bestätigte. Die Denkmalqualität wurde mit dem Hinweis darauf bestritten, dass auch andere zeitgenössische Kirchenbauten ähnliche Baumaterialien verwenden würden. Dabei wurde insbesondere die 1957 fertiggestellte St. Martinkirche in Hannover-Linden von Dieter Oesterlen,  als beispielgebend ins Feld geführt, jedoch ohne auf die völlig unterschiedlichen Raumkonzepte einzugehen. Ziel der Klage war die Aufhebung des Denkmalschutzes für das Ensemble, um eine einfachere Vermarktung des Grundstücks zu ermöglichen. Im Juni 2012 reichte das Niedersächsische Landesamt für Denkmalpflege eine Klageerwiderung beim Verwaltungsgericht Hannover ein.
Am 26. Februar 2013 gab das Verwaltungsgericht Hannover der Klage statt und gab damit vorbehaltlich der Rechtskraft der Entscheidung den Abriss frei. Das Landesamt habe nicht deutlich gemacht, worin die Einzigartigkeit des Bauwerkes bestünde. Eine herausgehobene städtebauliche Bedeutung könne das Gericht nicht erkennen. Die Berufung zum Niedersächsischen Oberverwaltungsgericht in Lüneburg wurde zugelassen.
Das Niedersächsische Oberverwaltungsgericht bestätigte beim Berufungstermin am 4. Dezember 2014, der als Ortstermin in der Kirche stattfand, den Denkmalstatus des Gebäudes und hob damit das Urteil des Verwaltungsgerichts Hannover auf. Maßgeblich wäre die geschichtliche Bedeutung der 1962 erbauten Kirche, die einen wichtigen Zwischenschritt der Kirchenbauentwicklung ihrer Epoche darstelle. Besonders hervorgehoben wurden der fünfeckige Zentralbau mit dem zeltartigen Dach und dem separat stehenden Glockenturm, sowie die Wahl bewusst schlicht gehaltener Materialien, teils in Anlehnung an Industriebauten. Eine Revision zum Bundesverwaltungsgericht wurde nicht zugelassen. Am 15. Juni 2017 teilte die Evangelisch-lutherische Landeskirche Hannovers mit, dass der Abriss nunmehr doch erfolgen könne. Das Niedersächsische Ministerium für Wissenschaft und Kultur habe mit der hannoverschen Landeskirche darüber „das Benehmen hergestellt“, bestätigten das Ministerium und die Landeskirche dem Evangelischen Pressedienst. Alle Argumente seien intensiv ausgetauscht und abgewogen worden, sagte eine Sprecherin des Ministeriums in Hannover.

## Abriss
Im Juli 2021 wurden die drei Glocken der Corvinuskirche aus dem Turm demontiert. Sie wurden Ende 2022 an die Dobbertiner Klosterkirche verkauft und werden dort 2023 in der Doppelturmanlage aufgehängt werden. Im August 2021 wurden die beiden Kreuze auf dem Gemeindehaus und dem Kirchdach demontiert und eingelagert. Der Wetterhahn des Turmes wurde ebenfalls demontiert. Die Abbrucharbeiten begannen im September 2021. Am 4. Dezember 2021 wurde der Kirchturm unter Einsatz von 8 kg Sprengstoff zum Fallen gebracht. Eine Neubebauung des Geländes findet auf Grund der Baukostenexplosion in den nächsten Jahren nicht statt. Stattdessen wird geprüft, wie das Gelände anderweitig nutzbar gemacht werden kann. 2023 begann ein Prozess, um das Grundstück für einen begrenzten Zeitraum gemeinschaftlich anderweitig zu nutzen.

Abriss 2021
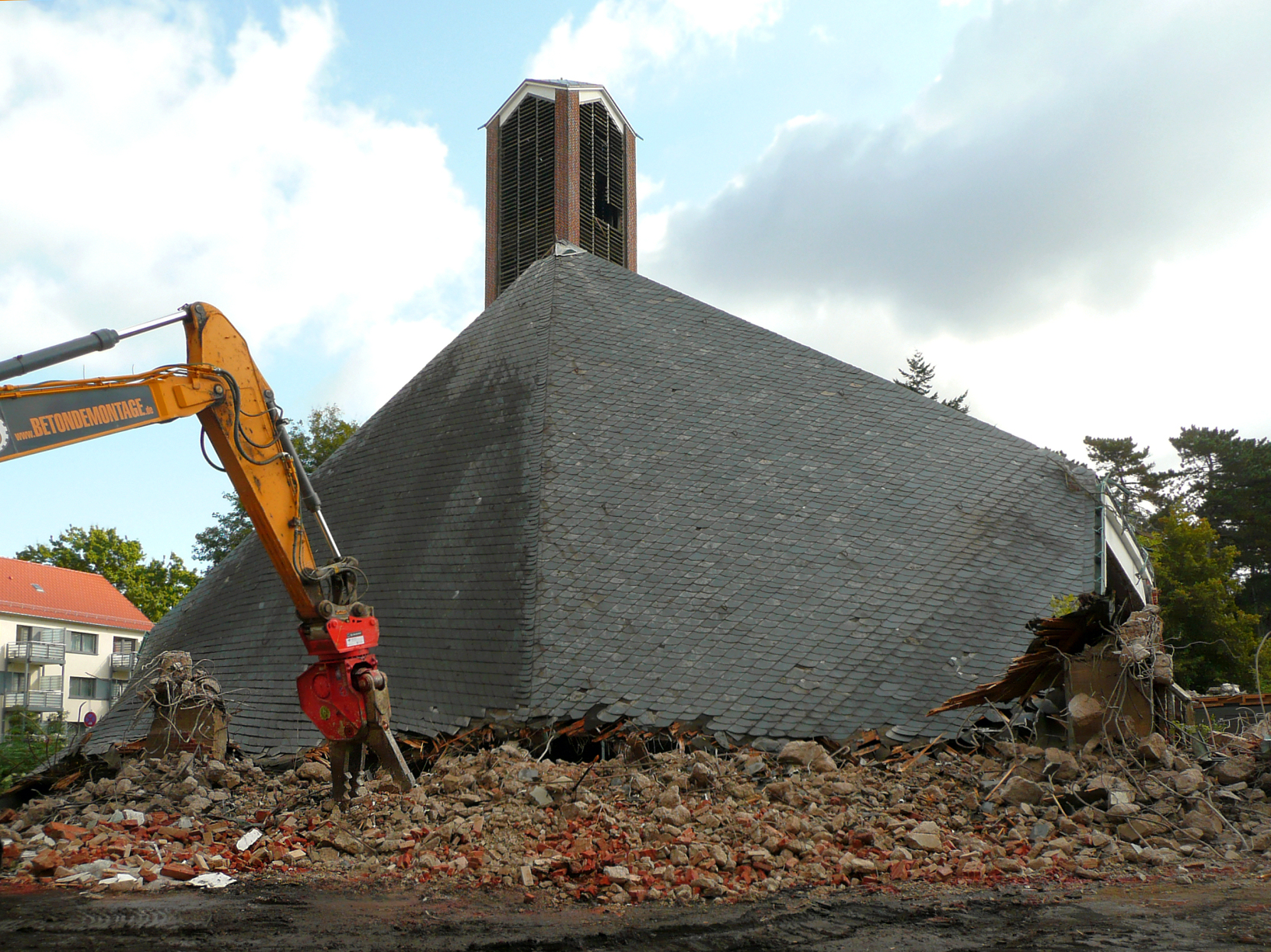
Abriss des Zentralbaus
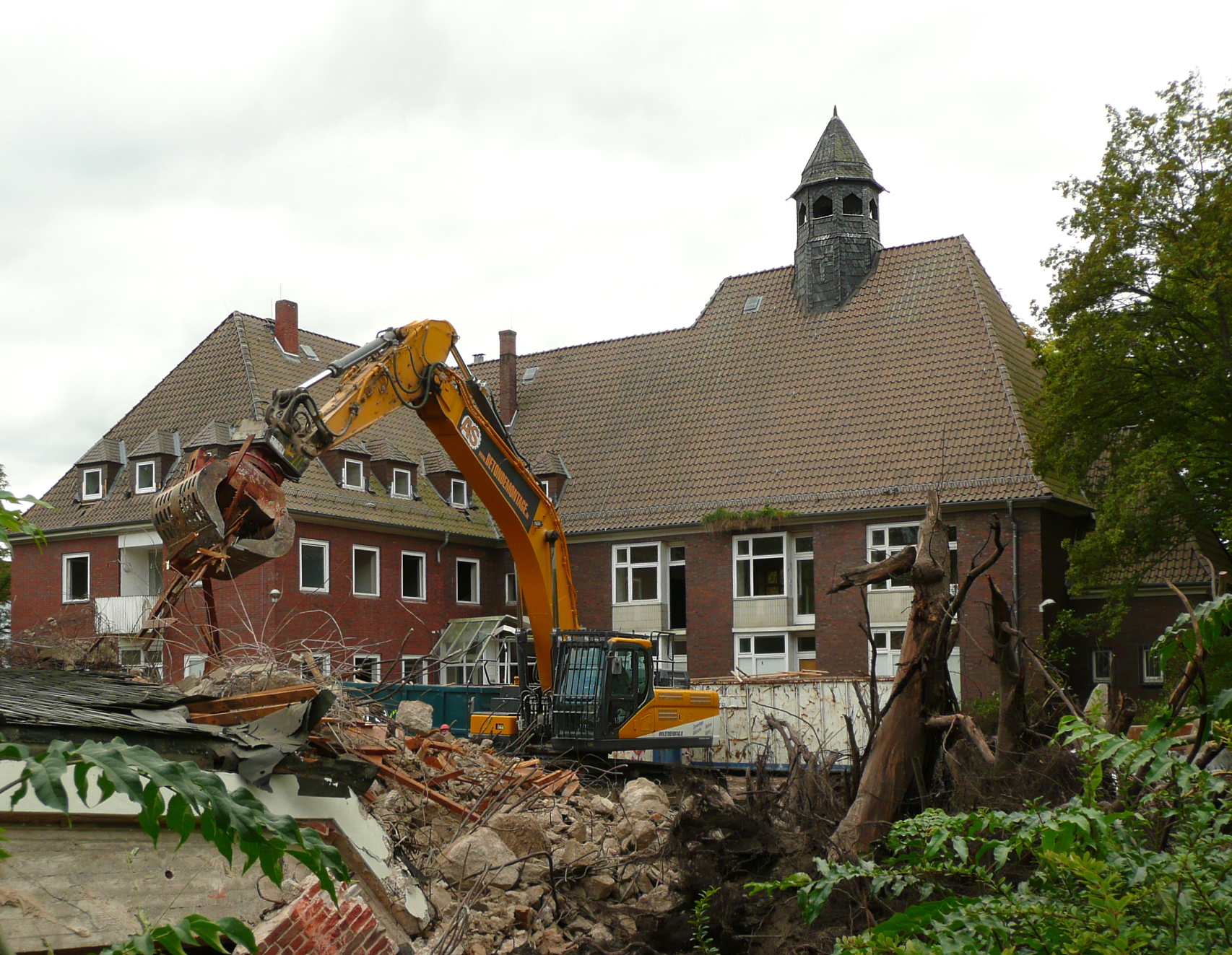
Das zum Abriss vorbereitete Gemeindehaus
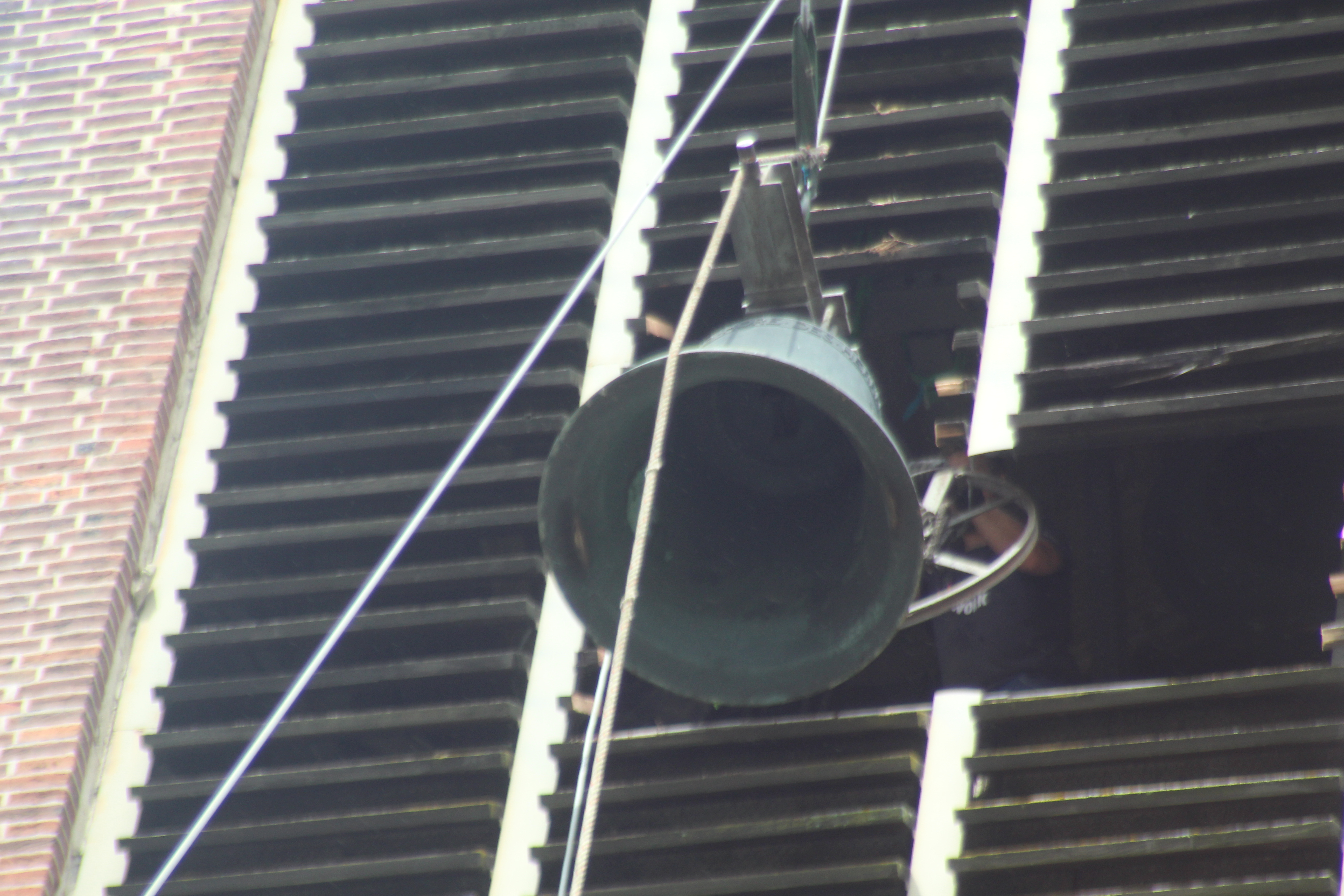
Ausbau der Glocken im Kirchturm
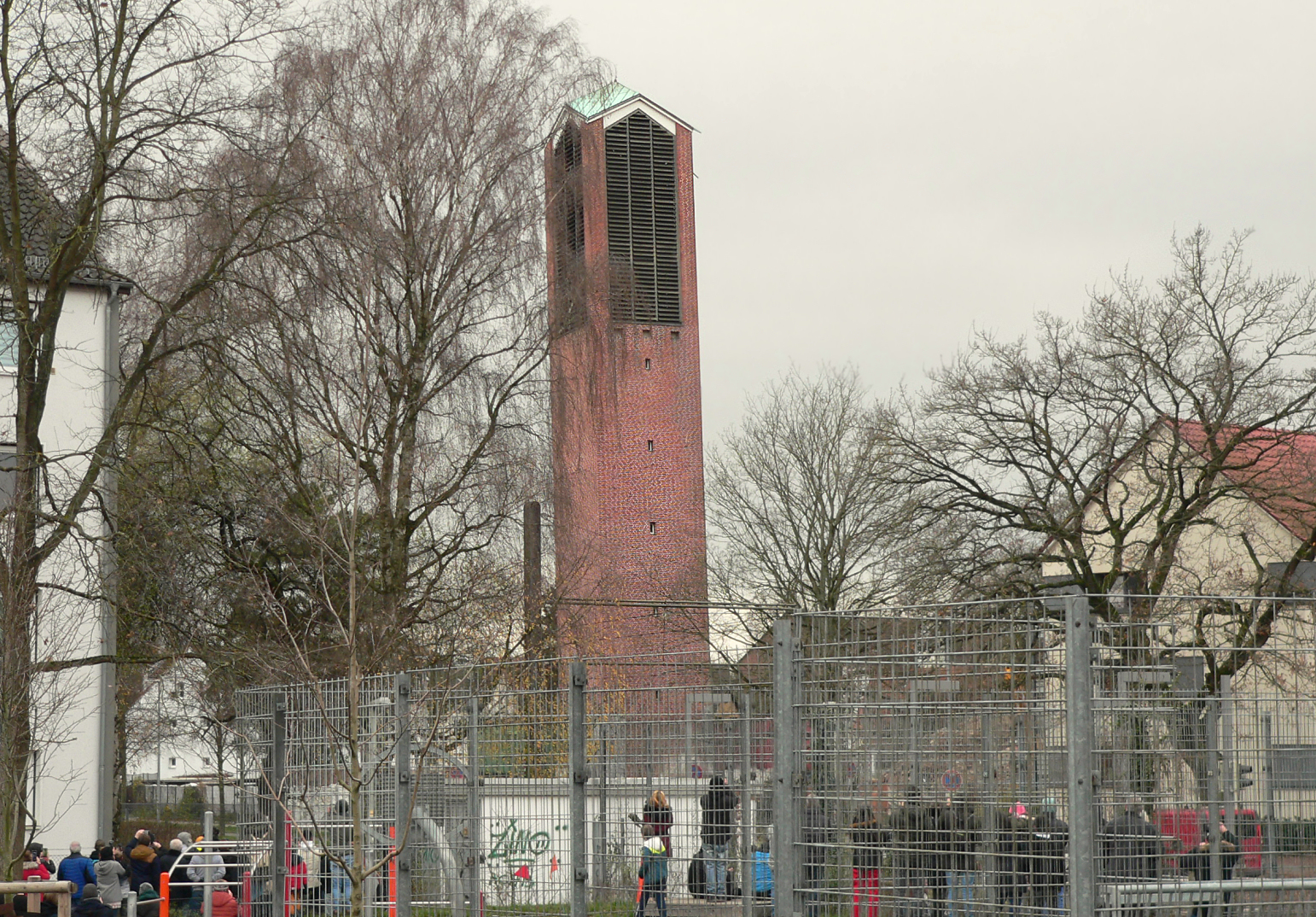
Turm bei der Sprengung im Fall nach links
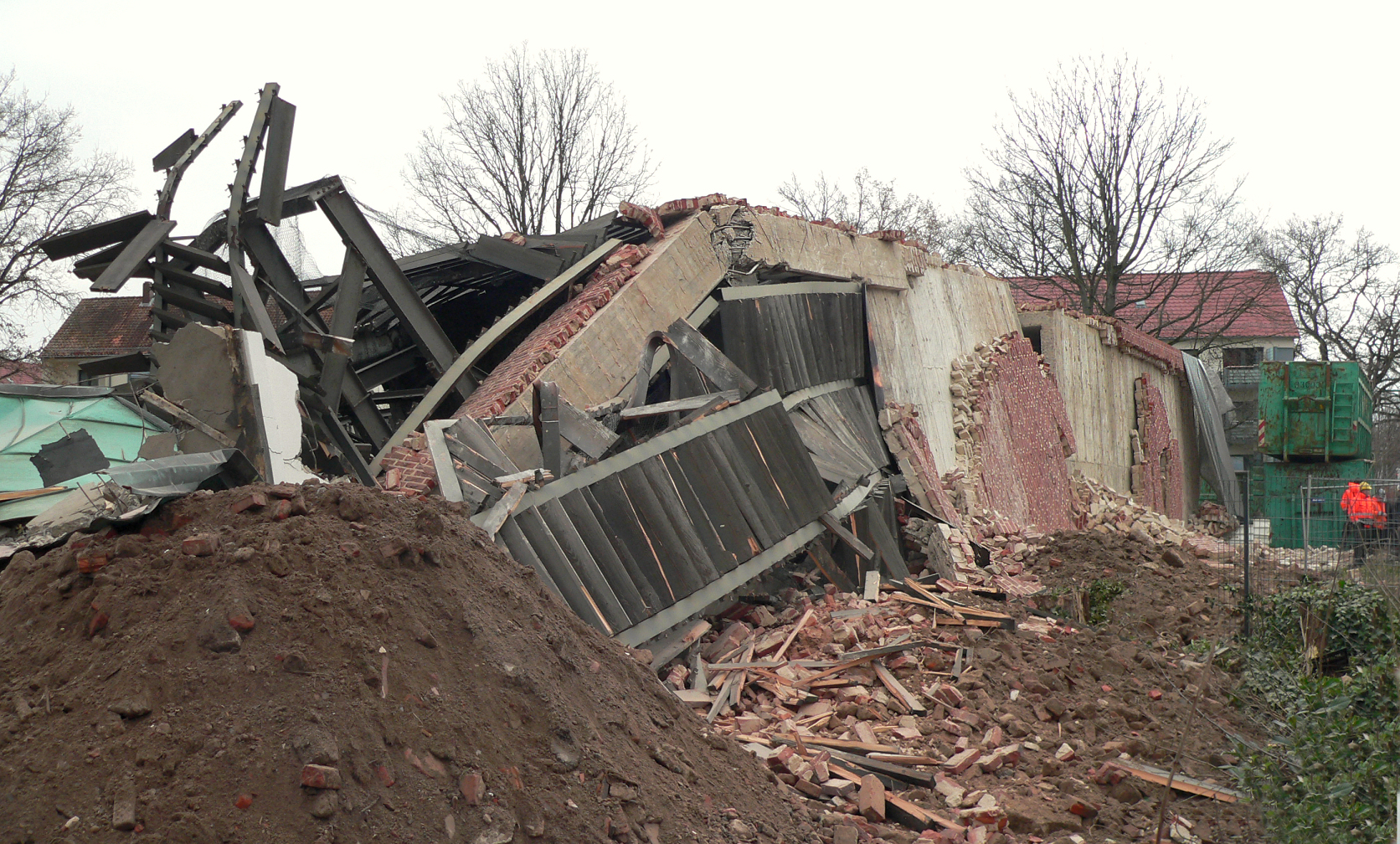
Der gesprengte Turm